# Scott Tingle
Scott David Tingle (Attleboro, 19 de julho de 1965)  é um piloto naval comandante da Marinha dos Estados Unidos e astronauta da NASA.

## Carreira
Engenheiro mecânico, qualificou-se como aviador em 1993. Como piloto fez parte da tripulação do USS Nimitz em missões no Golfo Pérsico e no Oceano Pacífico. Em 1998 qualificou-se como piloto de testes na prestigiosa Escola de Pilotos de Teste Navais dos Estados Unidos e voou F-18s  como piloto do USS Carl Vinson. De volta à Escola de Patuxent River, testou o sistema de precisão de aterrissagem em porta-aviões de caças  FA-18C Hornet,  FA-18E/F Super Hornet e EA-18G Growler. Em 2009 foi selecionado para o curso de astronautas da NASA.  Seu treinamento incluiu treinamento em T-38, caminhadas espaciais, treinamento técnico com relação aos sistemas da Estação Espacial Internacional e projetos da Soyuz e treinamento padrão de sobrevivência na selva.
Em 17 de dezembro de 2017 ele foi lançado ao espaço como engenheiro de voo da tripulação da nave russa Soyuz MS-07 em direção à ISS, para integrar a tripulação das Expedições 54 e 55 na estação espacial. Nela, Tingle realizou uma caminhada espacial ao lado do astronauta  Mark Vande Hei para um trabalho de manutenção do braço robótico da ISS, Canadarm2. Sua missão teve foco em experiências envolvendo biologia, biotecnologia e demonstrações de novas tecnologias da estação. Depois de 168 dias a bordo, retornou à Terra em 3 de junho de 2018 com a cápsula da nave Soyuz pousando em segurança nas estepes do Casaquistão.